# Parc Nacional de la Gran Conca

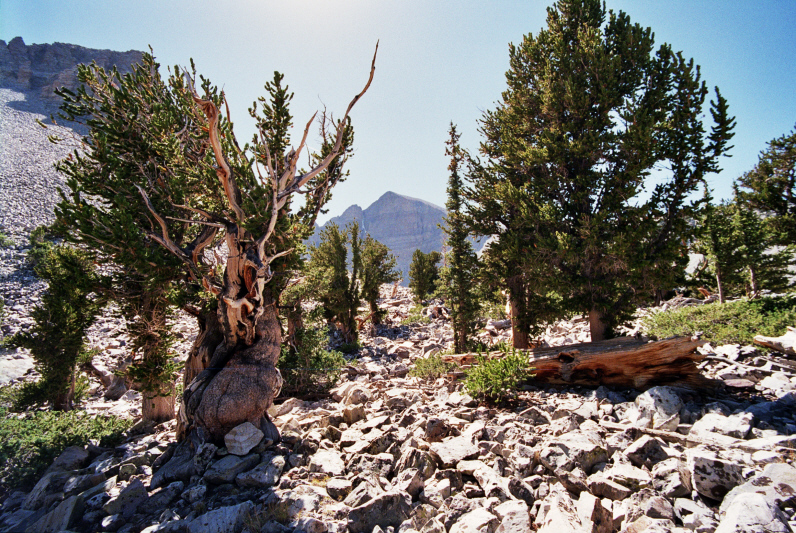
Exemplars de Pinus longaeva al Parc Nacional de la Gran Conca, amb el Wheeler Peak al fons

El Parc Nacional de la Gran Conca (en anglès Great Basin National Park) és un parc nacional que es va establir el 1986, als Estats Units al centre-est de Nevada, prop de la frontera amb Utah. El parc pren el seu nom de la Gran Conca, la regió àrida i muntanyosa entre la Sierra Nevada i la serralada Wasatch. El parc es troba a uns 470 km al nord de Las Vegas i protegeix 31.230 ha. El parc es caracteritza pels seus boscos de pins de cons eriçats o bristlecone (Pinus longaeva), els organismes més antics no clonals coneguts de la Terra, i les Coves de Lehman (Lehman Caves) a la base del Pic Wheeler (Wheeler Peak) (3.982 m).